# Ljudmila Iwanowna Krylowa
Ljudmila Iwanowna Krylowa (russisch Людмила Ивановна Крылова; * 2. Oktober 1938 in Moskau, Russische Sozialistische Föderative Sowjetrepublik, Sowjetunion) ist eine russische Schauspielerin.
Ihre Mutter starb 1947, als Krylowa noch keine neun Jahre alt war.
Während ihres Studiums an der Oberschule studierte sie in einem Theaterclub im Moskauer Kulturpalast „Prawda“ in der Prawda-Straße. 1956 machte sie ihr Abitur. Sie absolvierte die Ausbildung zur Schauspielerin an der Theaterschule M. S. Shchepkina. Ihre Klassenkameraden waren die später berühmten Dramatiker Andrei Weitzler und Alexander Mischarin. Seit 1960 ist sie Schauspielerin am Moskauer Sovremennik-Dramatheater. 1982 wurde sie zu Verdienter Künstlerin der RSFSR ernannt.
Von 1959 bis 1994 war sie mit Oleg Pawlowitsch Tabakow verheiratet und sie haben zwei Kindern, darunter die Schauspielerin Alexandra Olegowna Tabakowa. 

## Filmographie (Auswahl)
- 1958: Erzählungen über Lenin
- 1958: Die Freiwilligen
- 1959: Freundinnen
- 1960: Katya-Katyusha
- 1964: Die Lebenden und die Toten
- 1969: Man wird nicht als Soldat geboren
- 1969: Student
- 1972: Geraubte Schätze
- 1989: Bryzgi shampanskogo